# Leonardo Bertagnolli
Leonardo Bertagnolli (ur. 8 stycznia 1978 w Trydencie) – włoski kolarz szosowy, zawodnik grupy Lampre-ISD.

## Najważniejsze zwycięstwa
- 2004 – Coppa Placci, Coppa Agostini, Giro dell'Etna
- 2005 – etap Vuelta Espana, etap Tour de Limousin
- 2006 – etap Tirreno-Adriatico, Tour du Haut-Var
- 2007 – Clásica de San Sebastián
- 2008 – etap w Deutschland Tour
- 2009 – etap w Giro d’Italia, etap w Brixia Tour